# Азолет
Азолет (фр. Azolette) је насељено место у Француској у региону Рона-Алпи, у департману Рона.
По подацима из 2011. године у општини је живело 129 становника, а густина насељености је износила 30,86 становника/km².

## Демографија
| 1962. | 1968. | 1975. | 1982. | 1990. | 2011. |
| ----- | ----- | ----- | ----- | ----- | ----- |
| 115   | 115   | 128   | 114   | 74    | 129   |